# Цапардино (Месина)
Цапардино је насеље у Италији у округу Месина, региону Сицилија.
Према процени из 2011. у насељу је живело 254 становника. Насеље се налази на надморској висини од 42 м.